# Ben van der Burg
Ben van der Burg (Schipluiden, 20 april 1968) is een Nederlandse oud-langebaanschaatser. Hij was van 1986 tot en met 1991 actief in het langebaanschaatsen. Hij trainde samen met Bart Veldkamp.

## Sportcarrière
Van der Burg had een korte sportcarrière maar kende wel een bijzonder hoogtepunt: in 1990 werd hij tweede op de WK Allround in Innsbruck, achter Johann Olav Koss en voor kompaan Bart Veldkamp. Naar eigen zeggen had hij eerste kunnen worden, maar tijdens zijn rit op de tien kilometer was het ijs erg papperig door de stralende zon die op het ijs scheen. Tijdens de rit van Koss, die een uur na hem reed, betrok het. Het ijs werd hard en Koss ging Van der Burg voorbij in het eindklassement. Daarnaast won hij op 17 november 1990 de IJsselcup.

## Opleiding en carrière na de sport
Na de sport studeerde hij Nederlandse Taal- en Letterkunde om vervolgens televisieprogramma's te gaan maken, literaire schaatsboeken uit te geven, columns te schrijven en schaatscommentaar voor Eurosport te verzorgen.
Sinds 2010 is Van der Burg te horen op BNR Nieuwsradio waar hij regelmatig de talk- en nieuwsshow PepTalk presenteert. Daarnaast neemt hij met Veldkamp sinds schaatsseizoen 2021/2022 de wekelijkse podcast IJzige Tongen waarin memorabele schaatswedstrijden, bijzondere schaatstijden en de actuele wedstrijden worden besproken.
Op 10 februari 2012 heeft Ben, ondanks de afgelasting van de Elfstedentocht in dat jaar, de hele elfstedenroute geschaatst. Vanaf 10 februari 2013 is Van der Burg als vaste gast op zondagavond te zien in RTL Sportcafé: schaatsen.
Sinds de start van het televisieprogramma Vandaag Inside in januari 2022 is Van der Burg regelmatig te gast als tech-specialist.

## Persoonlijke records in de sport
| Afstand      | Tijd     | Datum            | Baan       |
| ------------ | -------- | ---------------- | ---------- |
| 500 meter    | 38,40    | 19 januari 1990  | Heerenveen |
| 1000 meter   | 1.16,14  | 10 februari 1990 | Collalbo   |
| 1500 meter   | 1.54,00  | 20 januari 1990  | Heerenveen |
| 3000 meter   | 3.58,00  | 13 maart 1990    | Heerenveen |
| 5000 meter   | 6.45,48  | 2 december 1990  | Heerenveen |
| 10.000 meter | 14.22,00 | 12 december 1990 | Calgary    |

## Sportresultaten
| Jaar | NK Afstanden                                    | NK Allround             | EK Allround          | WK Allround             | Wereldbeker          | WK Junioren             |
| ---- | ----------------------------------------------- | ----------------------- | -------------------- | ----------------------- | -------------------- | ----------------------- |
| 1986 |                                                 |                         |                      |                         |                      | 16e (18e, 6e, 26e, 10e) |
| 1987 | 16e 1500m 8e 5000m 21e 10.000m                  | 10e (12e, 9e, 10e, 12e) | -                    | -                       | -                    |                         |
| 1988 | 16e 500m 15e 1000m 7e 1500m 5e 5000m 11e 10000m | 4e · (4e, 7e, 10e, )    | -                    | NC29 (27e, 24e, 24e, -) | -                    |                         |
| 1989 | 19e 500m 8e 1500m 6e 5000m 6e 10.000m           | 6e (5e, 13e, 9e, 8e)    | -                    | -                       | 18e 1500m 12e 5k/10k |                         |
| 1990 | 13 500m · 1500m · 5000m · 6e 10.000m            | · (, )                  | 5e · (8e, 5e, , 9e)  | · (7e, , , 5e)          | 1500m · 4e 5k/10k    |                         |
| 1991 | -                                               | · (, 4e, , 5e)          | 4e (4e, 7e, 10e, 6e) | NC17 (7e, 18e, 14e, -)  | 6e 1500m 8e 5k/10k   |                         |
| 1992 | 6e 1500m                                        | -                       | -                    | -                       | 17e 1500m 23e 5k/10k |                         |

### Medaillespiegel
| Kampioenschap | Goud | Zilver | Brons |
| ------------- | ---- | ------ | ----- |
| NK Afstanden  | 2    | 0      | 0     |
| NK Allround   | 1    | 0      | 1     |
| EK Allround   | 0    | 0      | 0     |
| Wereldbeker   | 0    | 1      | 0     |
| WK Allround   | 0    | 1      | 0     |
| WK Junioren   | 0    | 0      | 0     |